# دوری‌گزینی
یکی از روش‌هایی که افراد گرفتار تضاد درونی ناشی از عصبیت به آن روی می‌آورند پرهیز از مواجهه با تضادهای درونی خود و نیز با محیط اطراف از طریق دوری گزیدن از دیگران و بی‌توجهی به نیازهای خود است. وقتی فرد چنین روشی را برای دوری از اضطراب ناشی از تضادهایش برمی‌گزیند تا جایی که انگیزه‌ای برای به دست گرفتن اختیار زندگی خود ندارد. این افراد نسبت به تیپ‌های عصبی برتری طلب و مهر طلب سالم‌تر به نظر می‌رسند به ویژه اینکه در بسیاری از فرهنگ‌ها مشوق‌هایی برای عزلت‌گزینی وجود دارد. تفاوت این نوع عزلت گزینی با عزلت گزینی مثبت نتایج منفی بیشتر آن و این مطلب است که فرد گرفتار این نوع اختلال روحی به زندگی خود اهمیت نمی‌دهد و به آن طوری رفتار می‌کند که گویی زندگی شخص دیگری را می‌نگرد.